# Czarnogóra na Mistrzostwach Europy w Lekkoatletyce 2014
Czarnogóra na Mistrzostwach Europy w Lekkoatletyce 2014 – reprezentacja Czarnogóry podczas Mistrzostw Europy w Zurychu liczyła 1 zawodnika.

## Występy reprezentantów Czarnogóry

### Mężczyźni

#### Konkurencje techniczne
| Zawodnik     | Konkurencja     | Eliminacje | Eliminacje | Finał    | Finał   |
| Zawodnik     | Konkurencja     | Rezultat   | Pozycja    | Rezultat | Pozycja |
| ------------ | --------------- | ---------- | ---------- | -------- | ------- |
| Rzut dyskiem | Danijel Furtula | 60,23      | 17.        | NQ       | NQ      |